# Tom Stiansen
Tom Stiansen (Oslo, 3 de septiembre de 1970) es un deportista noruego que compitió en esquí alpino.
Ganó una medalla de oro en el Campeonato Mundial de Esquí Alpino de 1997, en la prueba de eslalon. 
Participó en tres Juegos Olímpicos de Invierno, entre los años 1992 y 2002, ocupando el octavo lugar en Albertville 1992 (supergigante) y el octavo en Nagano 1998 (eslalon).
Trabajó como comentador deportivo para la cadena Eurosport. Fue el presentador del programa de telerrealidad noruego 71 grader nord.

## Palmarés internacional
| Campeonato Mundial | Campeonato Mundial | Campeonato Mundial | Campeonato Mundial |
| Año                | Lugar              | Medalla            | Prueba             |
| ------------------ | ------------------ | ------------------ | ------------------ |
| 1997               | Sestriere (Italia) | Medalla de oro     | Eslalon            |